# Lubomia
Pour la gmina, voir Lubomia (gmina).
Lubomia est une localité polonaise et siège de la gmina qui porte son nom, située dans le powiat de Wodzisław en voïvodie de Silésie.